# Thiếu Điển
Thiếu Điển (chữ Hán: 少典) theo truyền thuyết là phụ thân của Hoàng Đế, Viêm Đế
Thiếu Điển cũng là tên một quốc gia bộ lạc tồn tại trong thời kỳ Tam Hoàng Ngũ Đế trong lịch sử Trung Quốc, không rõ khởi nguồn xuất xứ của bộ lạc này từ giai đoạn nào. Chỉ biết rằng theo huyền sử Trung Hoa ghi chép Viêm Đế họ Thần Nông là người của bộ lạc này, theo sách "Việt Nam sử lược" thì Viêm Đế truyền được 8 đời kéo dài 520 năm. Sách "Tư trị thông giám phần ngoại kỷ cũng ghi rõ từng đời hậu duệ của Viêm Đế, nếu tính cả Viêm Đế thì họ Thần Nông truyền được cả thảy 9 đời. Sau họ Thần Nông thì Hiên Viên Hoàng Đế cũng có gốc gác từ bộ lạc này, Sử Ký Tư Mã Thiên có đề cập đến vấn đề này trong mục Ngũ Đế bản kỷ. Cũng theo Sử Ký mục Tần bản kỷ thì Đại Nghiệp tức Cao Dao lấy con gái của bộ lạc Thiếu Điển là Nữ Hoa mà sinh ra Đại Phí tức Bá Ích, từ đó về sau không thấy thư tịch nào nhắc đến cái tên Thiếu Điển nữa.
Không rõ quốc gia bộ lạc này tồn tại bao nhiêu lâu và bị diệt vong trong thời điểm nào. Chỉ biết rằng Cao Dao sống vào thời đại thiện nhượng còn Thần Nông sống vào cuối đời Phục Hy, vậy ước đoán bộ lạc Thiếu Điển tồn tại ít nhất không dưới 1000 năm.